# Кра

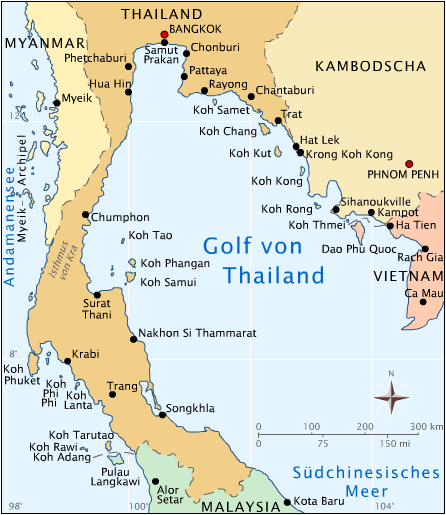
Сіамська затока і перешийок Кра

Переши́йок Кра́ (тай. กิ่วกระ) — вузький перешийок, який з'єднує півострів Малакка з материком Азія. Східна частина перешийку належить Таїланду, західна частина належить М'янмі. На захід від перешийка є Андаманське море, на сході є Сіамська затока.
Найвужча частина між лиманом річки Кра і бухтою Сауї біля міста Чумфон має ширину 44 км, і має найбільшу висоту 75 м вище за рівень моря. Перешийок називається на честь міста Kpa-Трах, у Таїланді, який розміщується в західній частині перешийку.
Перешийок Kpa є межею між двома частинами центральної кордильєри, гірського пасмо, яке простягнулось з Тибету через весь Малайський півострів до пасом гори Фукет на півдні, на півночі — пасмо Тенассерім, яке продовжується ще на 400 км.